# Чемпионат СССР по хоккею с шайбой 1952/1953 (составы)
Составы команд, участвовавших в чемпионате СССР по хоккею с шайбой 1952/53.

## 1. ВВС МВО
Вратари: Григорий Мкртычан, Николай Пучков.

Защитники: Александр Виноградов (7 заброшенных шайб), Павел Жибуртович (5), Револьд Леонов (1), Михаил Рыжов (1), Игорь Горшков (2), Виктор Тихонов (1).

Нападающие: Виталий Артемьев (7), Евгений Бабич (9), Анатолий Викторов (11), Пётр Котов (7), Владимир Новожилов (8), Юрий Пантюхов (7), Виктор Шувалов (44), Сергей Коршунов.

Старший тренер: Евгений Бабич.

## 2. ЦДСА
Вратари: Борис Афанасьев, Евгений Климанов.

Защитники: Генрих Сидоренков, Николай Сологубов (13), Дмитрий Уколов (1), Иван Трегубов (2).

Нападающие: Владимир Брунов (1), Вениамин Быстров (5), Анатолий Васильев, Михаил Гащенков (1), Владимир Елизаров, Александр Комаров (15), Юрий Копылов (1), Владимир Меньшиков (8), Лев Мишин (12), Анатолий Тарасов (2), Александр Черепанов (5).

Старший тренер: Анатолий Тарасов.

## 3. «Динамо»
Вратари: Карл Лиив, Лев Яшин.

Защитники: Николай Алексушин (10), Виталий Костарев (6), Анатолий Молотков (12), Анатолий Наумов (4), Олег Толмачёв (12).

Нападающие: Анатолий Егоров (12), Виктор Климович (11), Юрий Крылов (15), Владимир Ишин* (1), Валентин Кузин (16), Юрий Лебедев*, Борис Петелин (13), Александр Солдатенков (7), Александр Уваров (19), Василий Трофимов (9).

Старший тренер: Аркадий Чернышёв.

* Играли только на предварительном этапе.

## 4. «Крылья Советов»
- вр Запрягаев, Борис Леонидович
- вр Чепыжев, Василий Ермилович
- защ Кострюков, Анатолий Михайлович
- защ Кучевский, Альфред Иосифович
- защ Нилов, Николай Владимирович
- защ Паршин, Николай Михайлович
- защ Прилепский, Александр Тихонович
- нап Аксёнов, Василий Васильевич
- нап Бычков, Михаил Иванович
- нап Гурышев, Алексей Михайлович
- нап Захаров, Валентин Алексеевич
- нап Митин, Сергей Андреевич
- нап Степанов, Леонид Николаевич (II)
- нап Туркин, Михаил Сергеевич
- нап Хлыстов, Николай Павлович
- Старший тренер: Владимир Егоров

## 5. ДО Ленинград
- вр Казаков, Виктор Иванович
- вр Пецюкевич, Валериан Устинович
- защ Богданов, Владимир
- защ Волков, Евгений Александрович
- защ Жоголь, Анатолий Иосифович
- защ Карпов, Николай Иванович
- защ Смирнов, Анатолий
- нап Бекяшев, Беляй Абдуллович
- нап Галбмиллион, Григорий Яковлевич
- нап Елесин, Виктор Иванович
- нап Иванов, Иван Михайлович
- нап Никитин, Михаил Васильевич
- нап Никифоров, Альберт Владимирович
- нап Погребняк, Владимир Владимирович
- нап Тараканов, Александр Иванович
- Старший тренер: Георгий Ласин

## 6. «Спартак» Москва
- вр Адамович, Иван Владиславович
- вр Ставровский, Виктор Фёдорович
- вр Шилин, Иван Васильевич
- защ Ведерников, Борис Михайлович
- защ Машков, Виктор Иванович
- защ Сеглин, Анатолий Владимирович
- защ Седов, Борис Николаевич
- защ Соколов, Борис Павлович
- нап Баулин, Юрий Николаевич
- нап Гребенников, Владимир Алексеевич
- нап Кучин, Алексей
- нап Локтев, Константин Борисович
- нап Мискин, Владимир Иванович
- нап Оботов, Александр Николаевич
- нап Орлов, Владимир Алексеевич
- нап Панин, Виктор Петрович
- нап Скибинский, Валентин Афанасьевич
- нап Татушин, Борис Георгиевич
- Старший тренер: Александр Игумнов

## 7. «Динамо» Ленинград
- вр Котов, Олег
- вр Шляпников, Владимир Иванович
- защ Васильев, Владимир Георгиевич
- защ Волков, Евгений Николаевич
- защ Курков, Юрий
- защ Никифоров, Лев Александрович
- защ Соловьев, Валерий
- защ Татьков, Евгений Иванович
- нап Барышев, Виктор
- нап Быстров, Валентин Александрович
- нап Колокольников, Олег Николаевич
- нап Лапин, Франц Иванович
- нап Покопцев, Павел
- нап Сальников, Сергей Иванович
- нап Соколов, Евгений
- нап Стариков, Евгений Николаевич
- нап Субботин, Евгений Владимирович
- нап Фёдоров, Василий Петрович
- нап Фёдоров, Константин Егорович
- нап Фирсов, Юрий Георгиевич
- нап Шкодин, Виктор
- Старший тренер: Владимир Лапин

## 8. «Химик» Электросталь
- вр Ёркин, Евгений Михайлович
- вр Смирнов, Владимир Александрович
- защ Былинкин, Владимир
- защ Зотов, Николай Фёдорович
- защ Лапин, Виктор Иванович
- защ Сафронов, Алексей Степанович
- защ Эпштейн, Николай Семёнович
- нап Грачёв, Виктор Иванович
- нап Гримм, Константин Сергеевич
- нап Ефремов, Владимир
- нап Мискин, Владимир Иванович
- нап Мурашкин, Юрий Павлович
- нап Николаев, Лев Фёдорович
- нап Пряжников, Виктор Романович
- нап Рыжков, Дмитрий Васильевич
- нап Смолин, Александр Александрович
- нап Хомяков, Виктор Владимирович
- нап Хулапов, Юрий Иванович
- Старший тренер: Николай Эпштейн

## 9. «Динамо» Свердловск
- вр Кучеренков, Валентин Викторович
- вр Чекасин, Павел
- защ Баев, Александр Вениаминович
- защ Крачевский, Иван Яковлевич
- защ Петров, Пётр Фёдорович
- защ Степанов, Леонид Николаевич (I)
- нап Бунин, Анатолий Степанович
- нап Ефимов, Владимир Иванович
- нап Коротков, Александр Иванович
- нап Курбатов, Владимир Васильевич
- нап Ноговицын, Евгений Лазаревич
- нап Орлов, Алексей
- нап Осинцев, Михаил Семёнович
- нап Потанин, Владимир
- нап Русаков, Андрей Николаевич
- нап Сааль, Юрий Александрович
- нап Тарасевич, Герман Викторович
- нап Уфимцев, Сергей Васильевич
- нап Шкляев, Владимир Авенирович
- Старший тренер: Георгий Фирсов